# NGC 1512
NGC 1512 es una galaxia espiral que se encuentra a sólo treinta millones de años luz (aproximadamente 9,197 megaparsecs) de distancia en dirección a la constelación de Horologium. Su extensión es de 70.000 años luz, comparable a la de la Vía Láctea. De magnitud aparente 11,1 puede ser observada con pequeños telescopios.
Imágenes combinadas del telescopio espacial Hubble muestran intensos cúmulos de formación de estrellas en el anillo que rodea NGC 1512. Estos cúmulos o bien están todavía envueltos en las nubes donde se han formado, o bien aparecen claramente brillantes en luz visible. Se piensa que los vientos producidos por estrellas jóvenes y supernovas limpian rápidamente el polvo y el gas, en un proceso que puede durar apenas unos pocos millones de años.